# Мюнксмюнстер
Мюнксмюнстер (нім. Münchsmünster) — громада в Німеччині, розташована в землі Баварія. Підпорядковується адміністративному округу Верхня Баварія. Входить до складу району Пфаффенгофен.
Площа — 15,81 км2. Населення становить 3081 ос. (станом на 31 грудня 2020).